# (33181) Aalokpatwa
1998 FN17 (asteroide 33181) é um asteroide da cintura principal. Possui uma excentricidade de 0.07899660 e uma inclinação de 3.19550º.
Este asteroide foi descoberto no dia 20 de março de 1998 por LINEAR em Socorro.